# Tova calcària

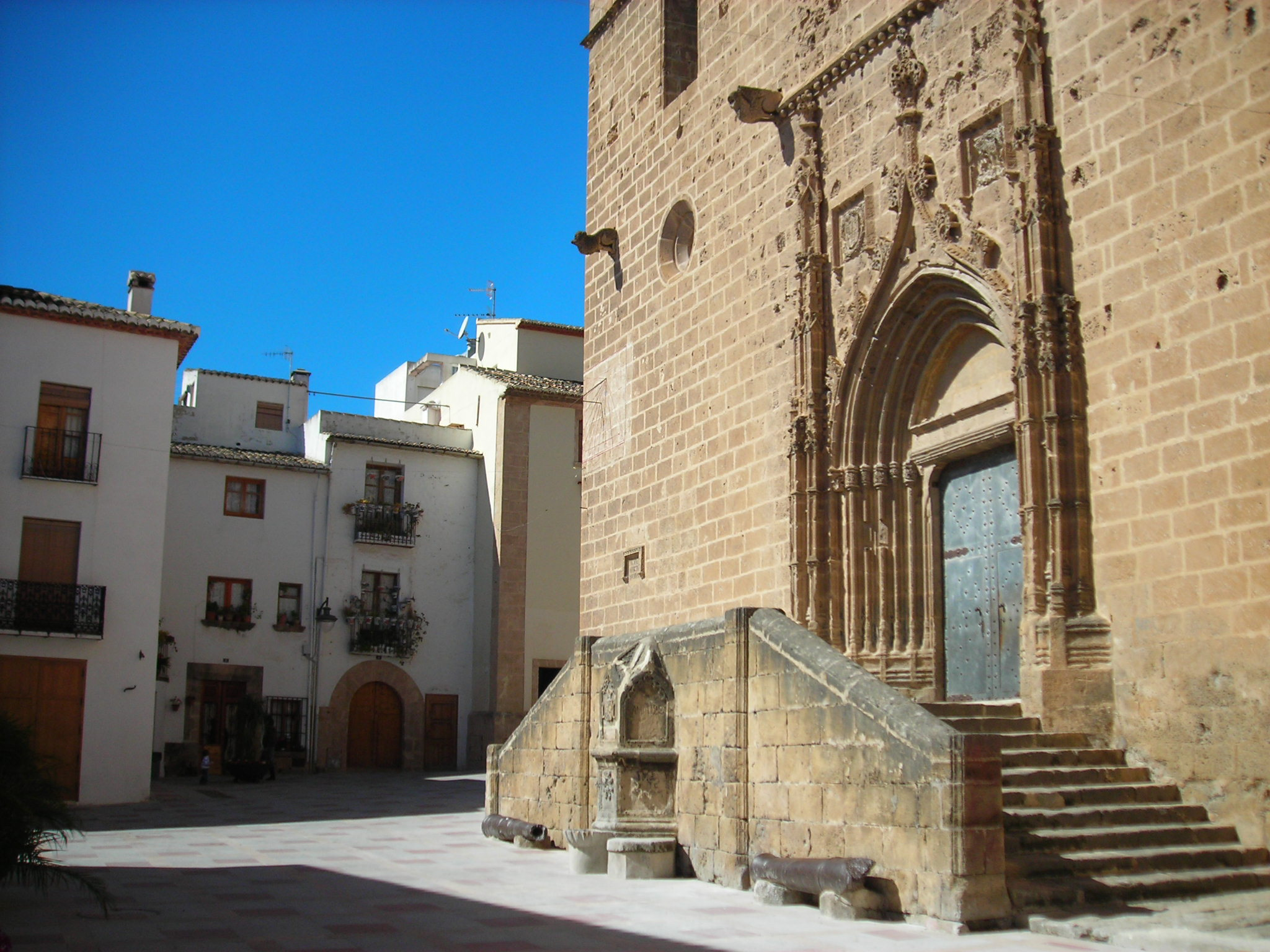
Façana lateral de l'església de Sant Bertomeu a Xàbia, edifici construït amb tova calcària

La tova calcària és una varietat de roca calcària formada per la precipitació de carbonat càlcic dissolt en aigües subterrànies que afloren a la superfície a temperatura ambient.
Es forma quan l'aigua subterrània a altes pressions carregada en carbonat de calci, en regions dominades per roques calcàries, flueix a la superfície i en descomprimir-se i posar-se en contacte amb l'Oxigen atmosfèric, allibera el CO₂ dissolt, i precipita el Carbonat Calcic sobre plantes associades a la surgència d'aigua, donant lloc a la formació de la tova calcària.
La tova calcària és de color castany (al País Valencià) o crema (a les Balears) i es fa servir com a ornamentació en la construcció d'obra (generalment xalets). Habitualment es troba en zones costaneres del País Valencià com la Costa Blanca, a Múrcia, a les Balears... i més concretament formant «platges» al costat del mateix mar. La seva forma d'extracció és similar a la del marbre, tallat i formant grans blocs que després es preparen segons la necessitat comercial.
No s'ha de confondre amb la pumicita, d'origen volcànic, que és més lleugera i fins i tot flota a l'aigua. Tampoc s'ha de confondre amb la tova volcànica, formada per materials volcànics que, emesos calents, se solden i formen una pedra de consistència mitjana i color que va del vermell al blanc groguenc.

## Construcció

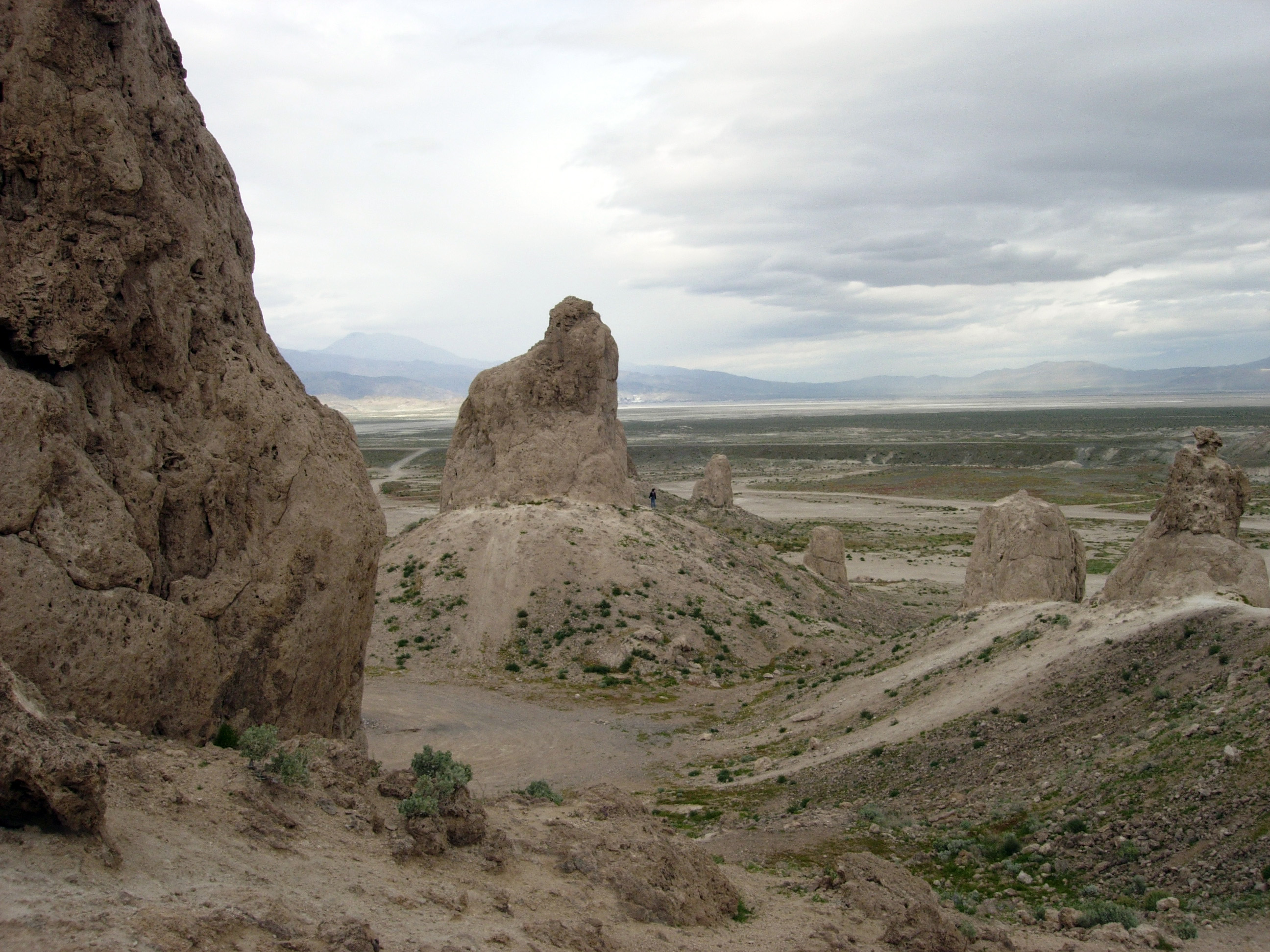
Els Trona Pinnacles, concrecions de tova calcària de Trona (Califòrnia)

Aquesta pedra s'utilitzava antigament per la construcció de parets d'edificis, en carreus que arribaven a mides de 40 x 20 x 50 cm i d'un pes aproximat als 30-40 quilograms; però a causa de la seva porositat, filtraven molt la humitat, cosa que de vegades causava l'aparició de floridura a les parets (una pedra d'aquesta mida arribava a duplicar el seu pes si s'hi filtrava l'aigua). Més endavant, i a causa de la seva fàcil manipulació arran de la formació mineral, que fa que es desfaci només de donar-hi cops, s'ha utilitzat com a ornamentació, a l'arc d'un portal o en arcs en recintes oberts com ara porxos, en pilars, llars de foc (a l'arc de l'obertura principal), etc. Els picapedrers que es dediquen a llavorar la tova calcària són autèntics artesans, gairebé escultors.
Per a una millor protecció i per evitar que s'hi filtri humitat, s'hi pot aplicar un cert tipus de vernís, com l'usat per a les embarcacions marineres, per tal que ompli els porus i cobreixi la pedra d'una lleugera capa plàstica que no li fa perdre la seva vistositat.
A la Costa Blanca actualment està prohibida la seva extracció sense autorització, ja que es troba en zones de domini públic, afectades per la Llei de Costes, i s'importa de les Balears, on és més clara (de color crema o castany pàl·lid) i més fràgil que la valenciana.